# 스코트족제비여우원숭이
스코트족제비여우원숭이(Lepilemur scottorum)는 족제비여우원숭이과에 속하는 여우원숭이의 일종이다. 원 서식지는 마다가스카르이다. 회색빛의 갈색 털과 끝이 검은 꼬리를 지니고 있다. 이 족제비여우원숭이의 이름은 수잔(Suzanne)과 월터 스콧 주니어(Walter Scott Jr.) 재단의 공로를 기리기 위해 지어졌다.